# Ulica Rymanowska w Sanoku
Ulica Rymanowska w Sanoku – ulica w dzielnicy Śródmieście i Dąbrówka miasta Sanoka.

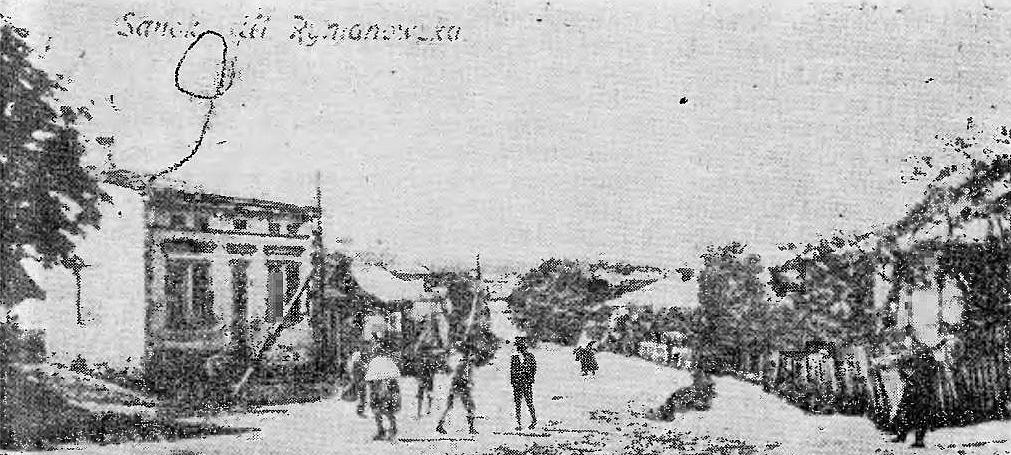
Ulica Rymanowska w przeszłości

Ulica biegnie od zbiegu z ulicą Tadeusza Kościuszki i Jana Matejki. W biegu ulicy usytuowane jest Rondo im. Zdzisława Beksińskiego, od którego odbiega ulica Romana Dmowskiego w kierunku północnym. W miejscu, gdzie od ulicy Rymanowskiej odchodzą ulice Marii Konopnickiej (na południe) i Dąbrowiecka (na północ), kończy się dzielnica Śródmieście i zaczyna obszar dzielnicy Dąbrówka. Ulica Rymanowska przebiega u swego kresu w ulicę Krakowską w kierunku zachodnim.
Pierwotnie stanowiła ulicę Przedmiejską. Została nazwana mianem Rymanowska w 1913 i wyznaczona jako przedłużenie ul. Tadeusza Kościuszki od zbiegu z ulicą Jana Matejki do Dąbrówki Polskiej. Została nazwana od miasta Rymanowa. W 1951 władze miejskie planowały zmianę nazwy ulicy z Rymanowskiej na Marii Konopnickiej, jednak do przemianowania nie doszło.
Ulicę Rymanowską wzmiankował Stefan Stefański opisując zwiedzanie Sanoka na kartach swojego przewodnika turystycznego.
Rzymskokatoliccy mieszkańcy ulicy podlegają parafii Przemienienia Pańskiego.

## Zabudowa ulicy
- Szkoła Podstawowa nr 2 im. Św. Kingi w Sanoku przy ulicy Rymanowskiej 17[5].
  - Na obszarze nieruchomości szkoły istniała w przeszłości sanocka synagoga[6][7])
- Budynek pod numerem 20. Pierwotnie obiekt został wybudowany i przeznaczony w 1974 jako siedziba Sanockich Zakładów Przemysłu Terenowego Materiałów Budowlanych w Sanoku (tzw. „Ceramika”)[8]. Obecnie w budynku funkcjonuje Powiatowy Urząd Pracy w Sanoku[9] (pierwotnie 20 marca 1995 otwarto w Sanoku Rejonowy Urząd Pracy[10]). W przeszłości w budynku działał także sklep PSS Sanok nr 13 (powszechnie zwany „Irys”)[11].
- Budynek pod numerem 34, w którym funkcjonuje Placówka Terenowa KRUS[12].
- Restauracja McDonald’s
- Rondo im. Zdzisława Beksińskiego
- Dom pod numerem 40
- Dom pod numerem 41
- Cmentarz Centralny w Sanoku (południowa część), określany także jako Cmentarz przy ul. Rymanowskiej
- Nieruchomość pod numerem 52:
  - W przeszłości istniał w tym miejscu elektryczny młyn walcowy, który do 1939 prowadzili Moses Barth i Leon Strassberg[13][14]. Podczas II wojny światowej w trakcie okupacji w październiku 1942 za młynem funkcjonariusze gestapo dokonali egzekucji 14 Żydów[15]. W okresie PRL pod nazwą Młyn Gospodarczy w Sanoku[16]
  - Budynek istniejący do 2014
  - Lokal handlowy od 2015, Galeria Dąbrówka
- Dom pod numerem 57
- Dom pod numerem 68, przed budynkiem ustanowiona została rzeźba Matki Boskiej, upamiętniająca konstytucję apostolską „Ineffabilis Deus” papieża Piusa IX o niepokalanym poczęciu Najświętszej Maryi Panny, ogłoszoną 8 grudnia 1854[17]. Rzeźba powstała w 1905 roku na jubileusz 50-lecia tego wydarzenia. Fundatorem rzeźby był Jakub Borczyk. Treść inskrypcji na tablicy umieszczonej na postumencie: Królowo Polski módl się za nami! Na pamiątkę 50-letniego jubileuszu Niep. Poczęcia N.M.P. 1854 8/XII 1904[18]. Treść częściowo nieczytelna wskutek uszkodzenia tablicy.
- Dom pod numerem 84, przed budynkiem ustanowiona kapliczka z figurą Matki Bożej.